# Hermann von Schmeling
Hermann Otto Ludwig von Schmeling (* 3. Februar 1822 in Graudenz; † 2. Juli 1896 in Berlin) war ein preußischer Generalleutnant und Kommandant von Posen.

## Leben

### Herkunft
Hermann war ein Sohn des preußischen Majors Gustav von Schmeling (1790–1832) und dessen Ehefrau Auguste, geborene Hohoff (1797–1880).

### Werdegang
Nach dem Besuch der Kadettenhäuser in Kulm und Berlin wurde Schmeling am 8. August 1839 als charakterisierter Portepeefähnrich dem 39. Infanterie-Regiment (7. Reserve-Regiment) der Preußischen Armee überwiesen. Er absolvierte die Divisionsschule in Trier, avancierte bis Mitte Januar 1842 zum Sekondeleutnant und war ab Juli 1848 auf ein halbes Jahr zur Dienstleistung zur Gewehrfabrik nach Saarn kommandiert. Am 1. Februar 1849 erfolgte seine Ernennung zum Adjutanten des I. Bataillons und in dieser Stellung stieg er Anfang Mai 1854 zum Premierleutnant auf. Von Oktober 1854 bis Juni 1855 war Schmeling zur Zentralturnanstalt kommandiert. Er wurde ein guter Fechter, Reiter, Schwimmer und Turner. Am 31. Mai 1859 wurde er zum Hauptmann befördert und Mitte August 1860 zum Chef der 9. Kompanie ernannt. Kurz darauf erfolgte am 18. Oktober 1860 seine Versetzung in das Kaiser Alexander Garde-Grenadier-Regiment Nr. 1. Als Chef der 1. Kompanie nahm er im Oktober des Folgejahres an den Krönungsfeierlichkeiten von König Wilhelm I. in Königsberg teil.
Während des Krieges gegen Österreich führte Schmeling seine Kompanie 1866 bei Soor und Königgrätz. Nach dem Krieg wurde er am 1. November 1866 zum Major befördert und Mitte Mai 1867 zum Kommandeur des II. Bataillons ernannt. Als solcher kämpfte er während des Krieges gegen Frankreich 1870/71 in den Schlachten bei Gravelotte, Beaumont und Sedan sowie bei der Belagerung von Paris und der Erstürmung von Le Bourget. Ausgezeichnet mit beiden Klassen des Eisernen Kreuzes stieg er nach dem Friedensschluss bis Anfang September 1873 zum Oberst auf und wurde am 9. Juni 1874 mit seiner bisherigen Uniform unter Verleihung des Ranges und der Gebührnisse eines Regimentskommandeurs zu den Offizieren von der Armee versetzt. Am 18. Juli 1874 kommandierte man Schmeling zunächst zur Vertretung des Kommandeurs zum 2. Magdeburgischen Infanterie-Regiment Nr. 27. Vom 15. September 1874 bis zum 12. Mai 1880 fungierte er als Regimentskommandeur und wurde anschließend unter Beförderung zum Generalmajor Kommandeur der 15. Infanterie-Brigade. Daran schloss sich am 10. Mai 1884 eine Verwendung als Kommandant von Mainz an, bis Schmeling am 26. März 1885 erneut zu den Offizieren von der Armee versetzt wurde. Am 14. April 1885 erhielt Schmeling seine Ernennung zum Kommandanten von Posen sowie am 18. April 1885 den Charakter als Generalleutnant. Unter Verleihung des Sterns zum Roten Adlerordens II. Klasse mit Eichenlaub wurde er am 14. März 1887 mit Pension zur Disposition gestellt.
Anlässlich des 25. Jahrestages der Schlacht bei Le Bourget verlieh ihm Kaiser Wilhelm II. am 30. Oktober 1895 den Kronen-Orden I. Klasse. Er starb am 2. Juli 1896 in Berlin und wurde vier Tage später auf dem Matthäi-Friedhof beigesetzt.
In seiner Beurteilung von 1879 schrieb der General von Blumenthal: „Oberst von Schmeling ist eine sehr tüchtiger Kommandeur geworden, der sein Regiment in jeder Beziehung in eine vorzügliche Verfassung gebracht hat. Wenn auch nicht sehr beweglichen Geistes, handelt er doch stets verständig, bestimmt und konsequent und wirkt dadurch vortrefflich auf den Dienstbetrieb.“

### Familie
Schmeling heiratete am 3. Januar 1861 in Niederlandin Rosamunde Berghaus (1832–1919), eine Tochter des Professors der Erdkunde Berghaus. Das Paar hatte einen Sohn:
- Hermann (* 1866), preußischer Oberstleutnant a. D. ⚭ 1904 Wanda von Metsch-Reichenbach (* 1883)[1]